# ヤックス・スペックス

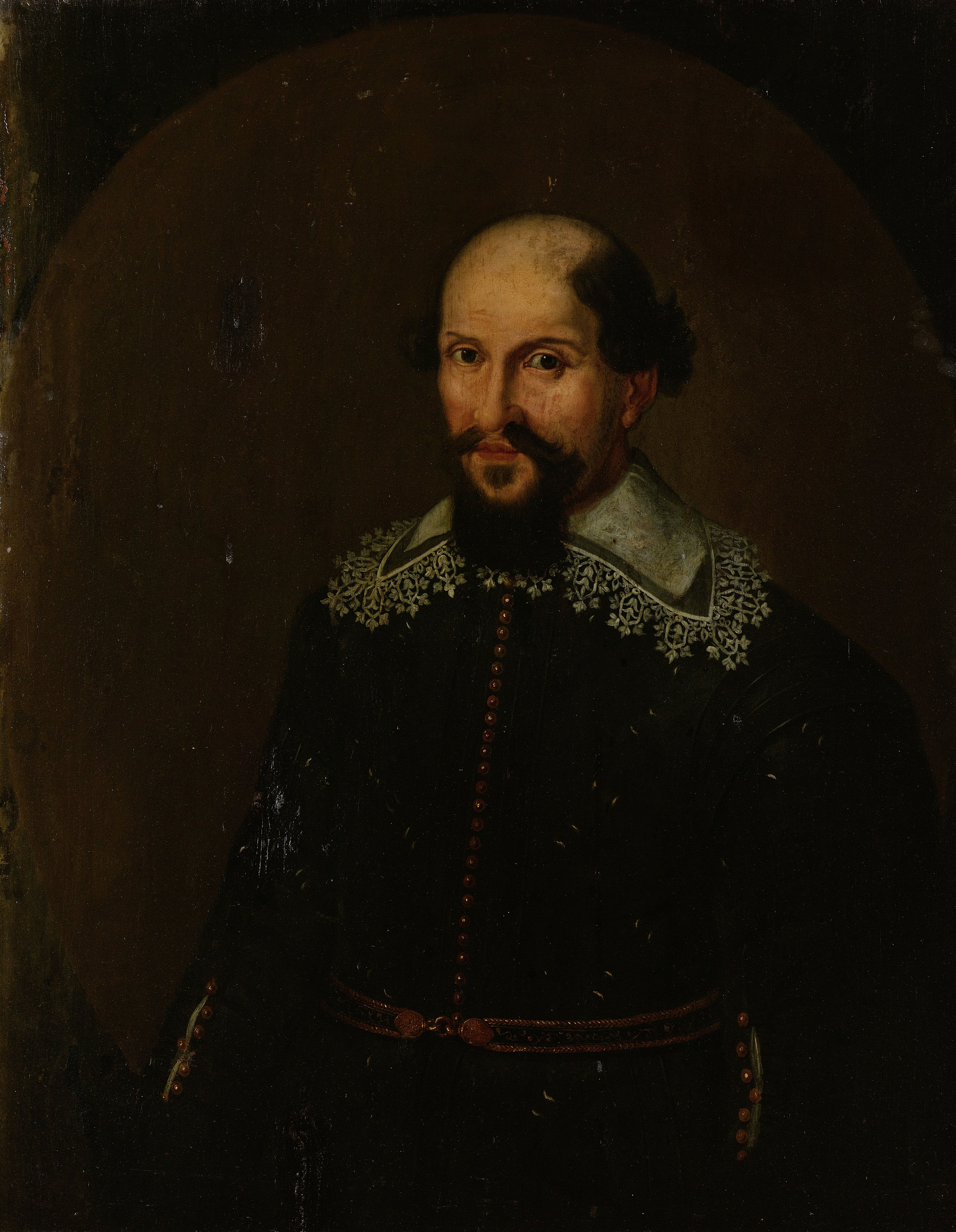
ヤックス・スペックス

ヤックス・スペックス（Jacques Specx、1585年 ドルトレヒト - 1652年7月22日アムステルダム）は、オランダの商人で、1609年に平戸にオランダ商館を設立し初代（及び第3代）の商館長となった人物。1629年から1632年にかけて、バタヴィアにおいてオランダ領東インド総督を務めたが、そこで娘のサラのスキャンダルに巻き込まれている。オランダ帰国後は絵画の収集家となった。

## 家康の交易要請
1600年（慶長5年）、オランダ船リーフデ号が豊後に漂着し、その乗組員は徳川家康に保護された。家康は海外貿易に熱心であり、1604年に朱印船制度を実施した。さらに1605年には、平戸藩初代藩主であった松浦鎮信が新造した朱印船で、リーフデ号の船長であったヤコブ・クワッケルナックと乗員のメルキオール・ファン・サントフォールトにオランダ総督マウリッツに宛てた親書を持たせ、オランダ東インド会社の交易拠点であるパタニ（マレー半島）へと派遣した。しかしながら、オランダ東インド会社は1602年に設立されていたものの、ポルトガルとの競争が激しく、直ちに日本との貿易を開始する余力はなかった。
当時オランダ本国はスペインに対する独立戦争を行っていたが、1608年にはイギリス・フランスの仲裁で勢力の現状維持を前提とした休戦交渉が開始された。このため、オランダ東インド会社は交渉成立以前に「現状」を拡大することが得策と考え、アジア地域の艦隊司令であったピーテル・ウィレムスゾーン・フルフーフ（Pieter Willemsz. Verhoeff）に可能な限り交易地域を拡大するように指令した。この指令に従い、1609年フルフーフは平戸に向かった。スペックスもこの一員に加わった。

## 1609年平戸オランダ商館の設立
スペックスは11隻からなるフルフーフの艦隊の一員として、1607年にテセルから出帆した。バンテンに到着後、日本との交易を開始するため2隻が日本に向かった 。

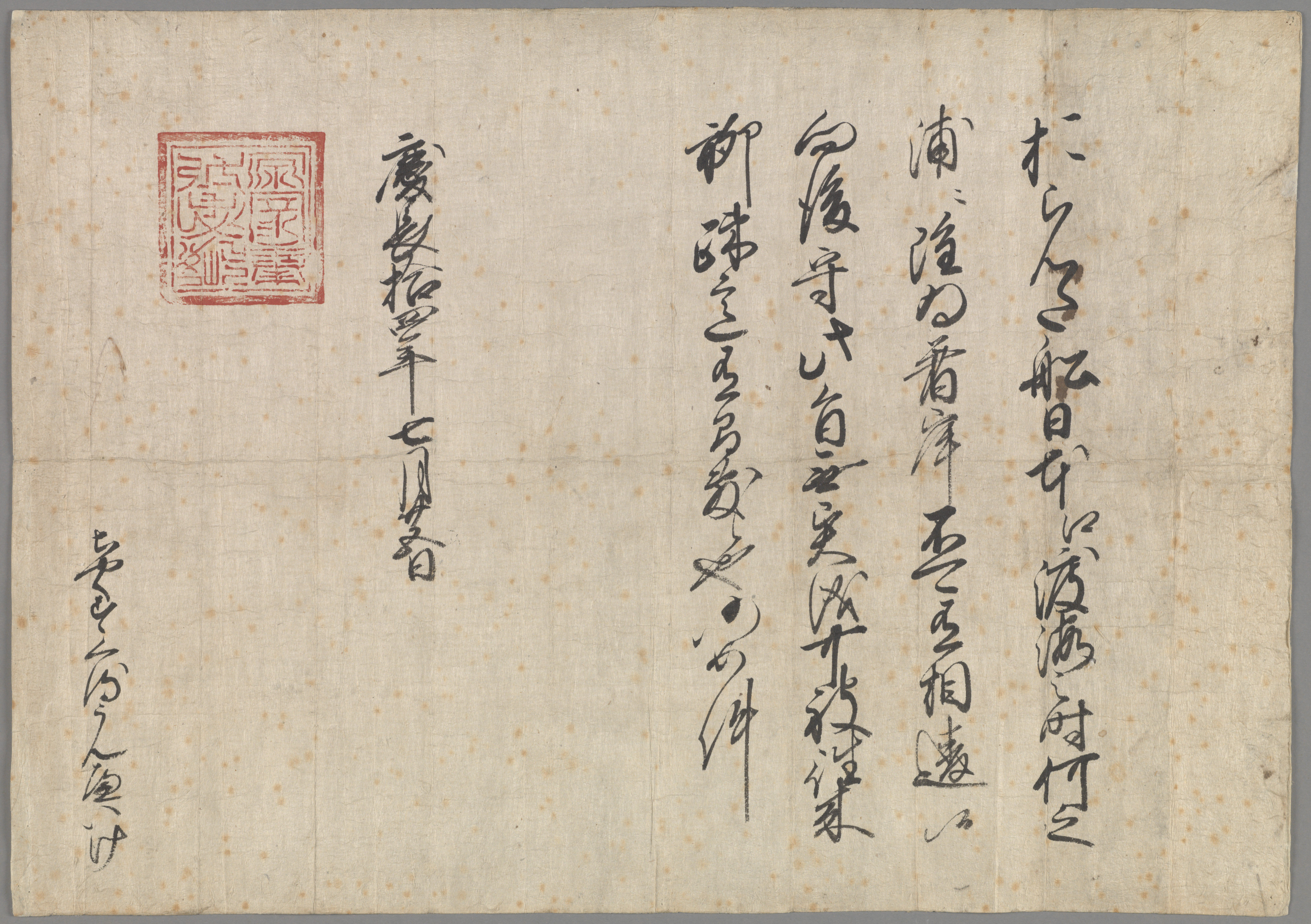
慶長14年7月25日（1609年8月24日）付けの家康の朱印状。オランダ船は日本のどこにも寄港できると記されている。

この2隻は、デ・フリフューン号（De Griffioen、砲19門）とローデ・レーウ・メット・パイレン号（Roode Leeuw met Pijlen、400トン、砲26門）である。両船は1609年7月2日に平戸に到着した。直ちに、アブラハム・ファン・デン・ブロックとニコラス・ピュイックの2名がマウリッツの親書を持って駿府の徳川家康のもとに赴き、通商を要請した。家康は慶長14年7月25日（1609年8月24日）付けの朱印状を下付し、オランダ船の来航と安全を保障し、また来航地と商館設置場所の自由を与えた。このときの通訳は、リーフデ号の乗組員であったメルキオール・ファン・サントフォールトで、当時長崎で交易を行っていた。

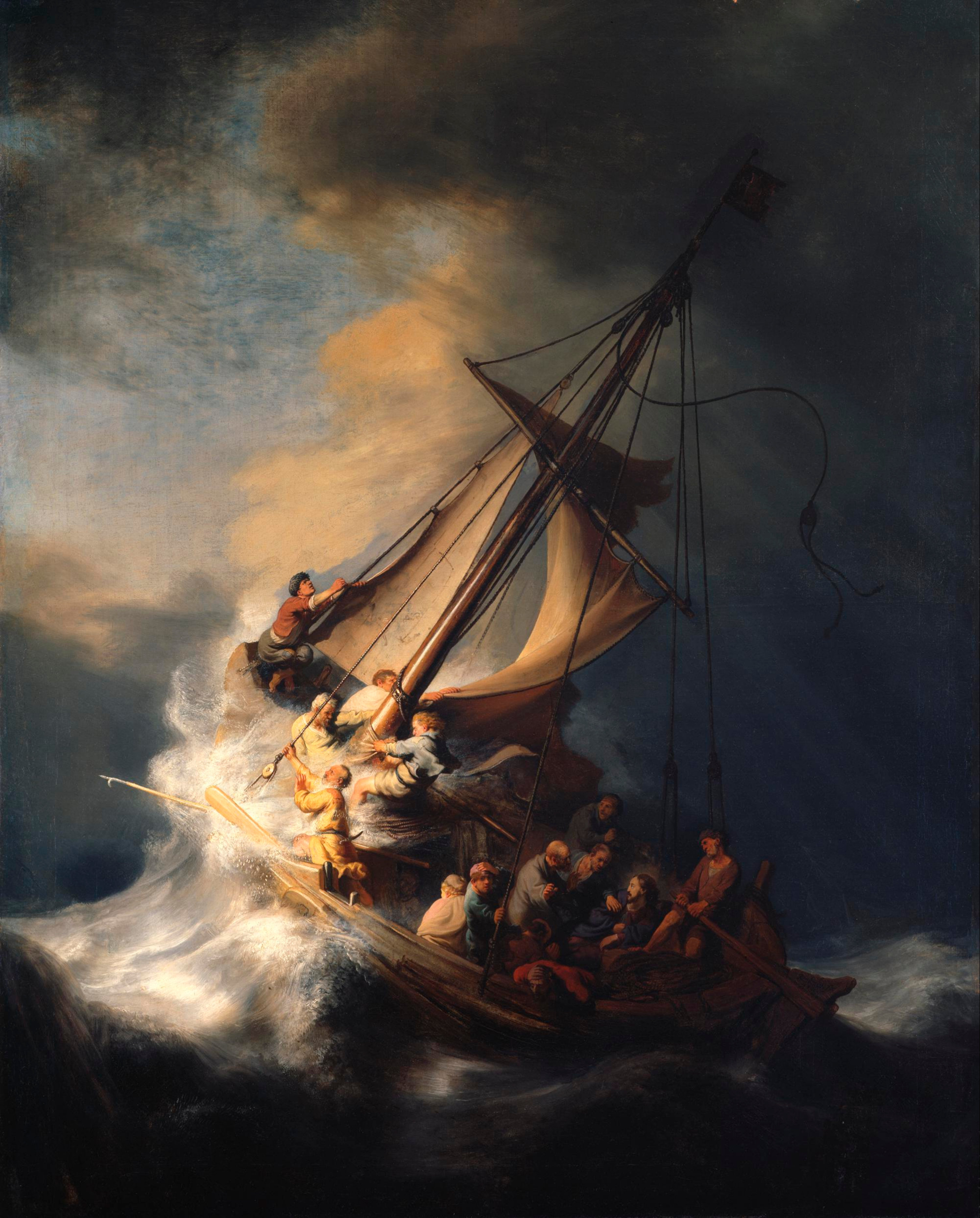
スペックスが所有していたレンブラントの「ガリラヤ湖の嵐の中のキリスト」（1633年）160 x 127cm。この絵は1990年に盗難に合い現在も行方不明である

家康は江戸に近い浦賀での交易を期待していたようだが、船上会議において、平戸に1軒の家を借り、オランダ商館を設立することが決定された。当時太平洋側の航路は十分開拓されておらず、またスペイン・ポルトガルの交易地である長崎に近く情報収集に便利であるということがその理由であった。スペックスは初代の商館長に任命され、スペックス含め6人が平戸に残ることとなった。スペックスはウィリアム・アダムスの協力を得ることができ、1613年まで商館長を勤めた。1610年、スペックスは朝鮮にも船を派遣している。
さらに、3代目の商館長として1614年から1621年まで平戸にあった。この間の1620年、平山常陳事件が起こるが、スペックスはイギリス商館長であったリチャード・コックスと協力して事件の解決に貢献している。

## サラ・スペックスのスキャンダル
スペックスは1617年に日本人女性との間に娘サラをもうけたが、サラはバタヴィアで暮らしていた。1629年6月、サラが12歳のとき、東インド総督邸内で、15歳の少年と関係を持った。このため、少年は斬首、サラも鞭打ちの後、溺死させられるところをかろうじて免れた。スペックスが東インド総督として着任する直前の事件であった。1632年5月、15歳となったサラは35歳の宣教師、ジョルジウス・カンデデュウスと結婚した。あまりの新婦の若さにうわさの種となった。1633年6月サラは夫に伴われ台湾に渡り新港で暮らすこと3年、熱病にかかり、1636年19歳で同地に没した。

## 絵画の収集
帰国後、絵画の収集家となったスペックスはレンブラントの絵5枚を所持していた。

## 参考
- （オランダ語） de Winter, Michiel. (2006). "VOC in Japan: Betrekkingen tussen Hollanders en Japanners in de Edo-periode, tussen 1602-1795" ("VOC in Japan: Relations between the Dutch and Japanese in the Edo-period, between 1602-1795").

| 先代 無し                     | オランダ商館長（初代） 1609年 - 1613年  | 次代 ヘンドリック・ブラウエル |
| 先代 ヘンドリック・ブラウエル | オランダ商館長（第3代） 1614年 - 1621年 | 次代 レオナルド・キャンプス   |